# Leuconitocris calabarica
Leuconitocris calabarica é uma espécie de escaravelho da família Cerambycidae. Foi descrito por Stephan von Breuning em 1956.